# سام غارزا
سام غارزا (بالإنجليزية: Sam Garza)‏ (17 أكتوبر 1989 بكارولتون في الولايات المتحدة - ) هو لاعب كرة قدم أمريكي في مركز الهجوم. شارك مع منتخب الولايات المتحدة تحت 20 سنة لكرة القدم. أما مع النوادي، فقد لعب مع سان خوسيه إيرثكويكس وفينيكس راسينغ وسان أنتونيو سكوربيونز وتاكوما ديفنس.

## وصلات خارجية
- سام غارزا على موقع الدوري الأمريكي (الإنجليزية)
- سام غارزا على موقع قاعدة بيانات كرة القدم.إي يو (الإنجليزية)